# Lampart (ssaki)
Lampart (Panthera) – rodzaj ssaków drapieżnych z podrodziny panter (Pantherinae) w obrębie rodziny kotowatych (Felidae).

## Rozmieszczenie geograficzne
Rodzaj obejmuje gatunki występujące w Azji (azjatycka część Rosji, Armenia, Turcja, Arabia Saudyjska, Irak, Iran, Turkmenistan, Uzbekistan, Kazachstan, Mongolia, Chińska Republika Ludowa, Kirgistan, Tadżykistan, Afganistan, Pakistan, Indie, Sri Lanka, Nepal, Bhutan, Bangladesz, Mjanma, Laos, Wietnam, Kambodża, Tajlandia, Malezja, Korea Północna, Korea Południowa i Indonezja), Afryce (Egipt, Tunezja, Algieria, Maroko, Mauretania, Senegal, Gwinea Bissau, Gwinea, Sierra Leone, Liberia, Wybrzeże Kości Słoniowej, Mali, Burkina Faso, Ghana, Togo, Benin, Niger, Nigeria, Kamerun, Czad, Sudan, Erytrea, Somalia, Etiopia, Republika Środkowoafrykańska, Gwinea Równikowa, Gabon, Kongo, Demokratyczna Republika Konga, Rwanda, Burundi, Uganda, Kenia, Tanzania, Malawi, Zambia, Angola, Namibia, Botswana, Zimbabwe, Mozambik, Eswatini, Lesotho i Południowa Afryka) i Ameryce (Meksyk, Belize, Gwatemala, Honduras, Nikaragua, Kostaryka, Panama, Kolumbia, Wenezuela, Gujana, Surinam, Gujana Francuska, Brazylia, Ekwador, Peru, Boliwia, Paragwaj i Argentyna).

## Morfologia
Długość ciała 86–290 cm, długość ogona 80–109 cm; masa ciała 21–325 kg (dorosłe samce są większe i cięższe od dorosłych samic). Przedstawiciele rodzaju Panthera (oprócz irbisów, niekiedy zresztą wydzielanych w osobny rodzaj Uncia) jako jedyne kotowate potrafią ryczeć, związane jest to z odpowiednią budową krtani. Charakterystyczne jest też niepełne skostnienie kości gnykowej.

## Systematyka
Rodzaj zdefiniował w 1816 roku niemiecki przyrodnik Lorenz Oken w podręczniku własnego autorstwa poświęconemu historii naturalnej. Oken nie wyznaczył gatunku typowego; w ramach późniejszego oznaczenia w 1985 roku Międzynarodowa Komisja Nomenklatury Zoologicznej na typ nomenklatoryczny wyznaczyła lamparta plamistego (P. pardus).

### Etymologia
- Panthera: πανθηρας panthēras ‘pantera, lampart’[28].
- Leo: łac. leo, leonis ‘lew’, od gr. λεων leōn, λεοντος leontos ‘lew’[29]. Gatunek typowy: Oken (1816) (oznaczenie monotypowe) – Felis leo Linnaeus, 1758; Brehm (1829) – wymieniono dwa gatunki – Leo africanus C.L. Brehm, 1829 (= Felis leo Linnaeus, 1758) i Leo asiaticus C.L. Brehm, 1829 (= Felis leo Linnaeus, 1758) – z których gatunkiem typowym jest (późniejsze oznaczenie) Leo asiaticus C.L. Brehm, 1829 (= Felis leo Linnaeus, 1758).
- Tigris: gr. τιγρις tigris, τιγριδος tigridos ‘tygrys’[30]. Gatunek typowy: Oken (1816) nie wyznaczył gatunku typowego; Gray (1843) (oznaczenie monotypowe) Felis tigris Linnaeus, 1758.
- Leoninae (Leonina): łac. leoninus ‘właściwy lwu, należący do lwa’, od leo, leonis ‘lew’[31]. Gatunek typowy (oznaczenie monotypowe): Felis leo Linnaeus, 1758.
- Tigrinae (Tigrina): łac. tigrina ‘jak tygrys, tygrysi’, od tigris, tigridis ‘tygrys’[32]. Gatunek typowy (oznaczenie monotypowe): Felis tigris Linnaeus, 1758.
- Uncia: epitet gatunkowy Felis uncia Schreber, 1775; starofranc. ounce ‘ryś’[33]. Gatunek typowy (oznaczenie monotypowe): Felis irbis Ehrenberg, 1830 (= Felis uncia von Schreber, 1775).
- Jaguarius: zlatynizowana forma ang. jaguar („barbarzyńska nazwa, którą z przykrością muszę nadać temu podgatunkowi z powodu niewystarczających moich studiów klasycznych; niektóre z moich podgatunków również mają barbarzyńskie nazwy”)[11][34]. Gatunek typowy (oznaczenie monotypowe): Felis onca Linnaeus, 1758.
- Pardus: gr. παρδος pardos ‘lampart’[35]. Gatunek typowy (oznaczenie monotypowe): Felis pardus Linnaeus, 1758.
- Feliopsis: rodzaj Felis Linnaeus, 1758; οψις opsis, οψεως opseōs ‘wygląd, oblicze, twarz’[36]. Gatunek typowy (oznaczenie monotypowe): Feliopsis palaeojavanica Stremme, 1911 (= Felis tigris Linnaeus, 1758).
- Pardotigris: gr. παρδος pardos ‘lampart’[37]; τιγρις tigris, τιγριδος tigridos ‘tygrys’[38]. Gatunek typowy (oryginalne oznaczenie): Felis onca Linnaeus, 1758.
- Neoleon: gr. νεος neos ‘nowy’[39]; rodzaj Leo Frisch, 1775 (lampart). Gatunek typowy (oryginalne oznaczenie): †Felis atrox Leidy, 1853.
- Pachyailurus: gr. παχυς pakhus ‘wielki, gruby’[40]; αιλουρος ailouros ‘kot’[41]. Gatunek typowy (oryginalne oznaczenie): Felis acutidens Zdansky, 1928 (= Felis tigris Linnaeus, 1758).
- Proconsuloides: rodzaj Proconsul Hopwood, 1933; -οιδης -oidēs ‘przypominający’[42]. Gatunek typowy: †Proconsuloides naivashae Lönnberg, 1937.
- Jansofelis: Saint-Estève-Janson, Delta Rodanu, Francja; rodzaj Felis Linnaeus, 1758[19]. Gatunek typowy (oznaczenie monotypowe): †Jansofelis vaufreyi Bonifay, 1971 (= †Leo gombaszögensis Kretzoi, 1938).

### Podział systematyczny
Do rodzaju Panthera zaliczane są gatunki współcześnie żyjące:
| Podrodzaj | Grafika | Gatunek         | Autor i rok opisu    | Nazwa zwyczajowa   | Podgatunki         | Rozmieszczenie geograficzne | Podstawowe wymiary                          | Status IUCN |
| --------- | ------- | --------------- | -------------------- | ------------------ | ------------------ | --- | ------------------------------------------- | ----------- |
| Jaguarius |         | Panthera onca   | (Linnaeus, 1758)     | jaguar amerykański | gatunek monotypowy | południowo-zachodnie Stany Zjednoczone, w rozproszonych populacjach od Meksyku przez Amerykę Środkową i Południową na południe do północnej Argentyny i południowo-wschodniej Brazylii; zakres wysokości: do 2000 m n.p.m. | DC: 116–170 cm DO: 44–80 cm MC: 31–121 kg   | NT          |
| Panthera  |         | Panthera pardus | (Linnaeus, 1758)     | lampart plamisty   | 8 podgatunków      | północna Afryka (być może Maroko, Algieria i Egipt), w rozproszonych populacjach w Czarnej Afryce, na Bliskim Wschodzie i na Kaukazie, na wschód do Rosji (Rosyjski Daleki Wschód), Korei Północnej i Chińskiej Republiki Ludowej, na południu w Indiach, Sri Lance, półwyspowej części Malezji i na Jawie; zakres wysokości: 0–5200 m n.p.m.                                                                                                 | DC: 92–190 cm DO: 64–99 cm MC: 21–71 kg     | VU          |
| Leo       |         | Panthera leo    | (Linnaeus, 1758)     | lew afrykański     | 2 podgatunki       | rozdrobnione populacja w zachodniej, środkowej, wschodniej i południowej Czarnej Afryce, niewielka pozostałość populacji w Indiach (Sasan Gir); historycznie w Afryce Północnej, Półwyspie Arabskim, Azji Środkowej, subkontynentcie indyjskim i południowej Europie; zakres wysokości: do 4000 m n.p.m. | DC: 158–250 cm DO: 61–100 cm MC: 122–272 kg | VU          |
| Tigris    |         | Panthera tigris | (Linnaeus, 1758)     | tygrys azjatycki   | 2 podgatunki       | Silnie rozdrobnione populacje na obszarze Indii, Nepalu, Bhutanu, Bangladeszu, południowo-środkowej i północno-wschodniej Chińskiej Republiki Ludowej, Rosji (Amur), kontynentalnej Azji Południowo-Wschodniej i na Sumatrze; wymarły w dużej części swojego zasięgu, niegdyś rozciągającego się na zachód przez Azję Środkową do wschodniej Turcji i Kaukazu, na północ do Kazachstanu, także Jawa i Bali; zakres wysokości: 0–4500 m n.p.m. | DC: 146–290 cm DO: 72–109 cm MC: 75–325 kg  | EN          |
| Uncia     |         | Panthera uncia  | (von Schreber, 1775) | irbis śnieżny      | 2 podgatunki       | góry Azji Środkowej na północ do Ałtaju i Sajanu, na południe do Himalajów (Afganistan, Uzbekistan, Tadżykistan, Kirgistan, Kazachstan, Rosja, Mongolia, Chińska Republika Ludowa, Indie, Pakistan, Nepal i Bhutan (niepotwierdzony w Mjanmie); zakres wysokości: do 6000 m n.p.m. | DC: 86–125 cm DO: 80–105 cm MC: 22–52 kg    | VU          |

Kategorie IUCN:  NT  – gatunek bliski zagrożenia,  VU  – gatunek narażony,  EN  – gatunek zagrożony.
Opisano również gatunki wymarłe (zgrupowane w kilku podrodzajach):
- Jansofelis Bonifay, 1971
  - Panthera gombaszoegensis (Kretzoi, 1938)[46] (Europa; plejstocen)
- Leo C.L. Brehm, 1829
  - Panthera atrox (Leidy, 1853)[47] – lew amerykański (Ameryka, plejstocen)
  - Panthera fossilis (Reichenau, 1906)[48] (Eurazja; plejstocen)
  - Panthera shawi (Broom, 1948)[49] (Afryka; plejstocen)
  - Panthera spelaea (Goldfuss, 1810)[50] – lew jaskiniowy (Eurazja; plejstocen)
- Panthera Oken, 1816
  - Panthera crassidens (Broom, 1948)[51] (Afryka; plejstocen)
- Tigris J.E. Gray, 1843
  - Panthera zdanskyi J.H. Mazák, Christiansen & Kitchener, 2011[52] (Azja; plejstocen)
- Incertae sedis
  - Panthera palaeosinensis Zdansky, 1924[53] (Azja; plejstocen)
  - Panthera principialis Hemmer, 2022[54] (Afryka; pliocen)

Taksony o niepewnej pozycji systematycznej (nomen dubium):
- Felis poliopardus Fitzinger, 1855
- Proconsuloides naivashae Lönnberg, 1937

Fragment kladogramu uwzględniający współcześnie występujące gatunki w obrębie Panthera za Johnsonem i współpracownikami (2006):
|  | \| \| P. leo \| \| \| \| \| \| P. pardus \| \| \| \| |
|  |                                                      |
|  | P. tigris                                            |
|  |                                                      |
|  | P. uncia                                             |
|  |                                                      |
|  | P. leo                                               |
|  |                                                      |
|  | P. pardus                                            |
|  |                                                      |

|  | P. leo    |
|  |           |
|  | P. pardus |
|  |           |

|  | \| \| P. leo \| \| \| \| \| \| P. pardus \| \| \| \| |
|  |                                                      |
|  | P. tigris                                            |
|  |                                                      |
|  | P. uncia                                             |
|  |                                                      |
|  | P. leo                                               |
|  |                                                      |
|  | P. pardus                                            |
|  |                                                      |

|  | P. leo    |
|  |           |
|  | P. pardus |
|  |           |

## Ewolucja
Prawdopodobnie wspólny przodek gatunków zaliczanych do Panthera był morfologicznie najbardziej zbliżony do współczesnego lamparta. Żył około 5–4 mln lat temu. Wszystkie żyjące współcześnie gatunki są ze sobą bardzo blisko spokrewnione. Tygrys oddzielił się najwcześniej od linii ewolucyjnej pozostałych gatunków. Najmniej różnią się geny jaguara i tygrysa.

## Mieszańce
Pokrewieństwa między dzikimi kotami są na tyle bliskie, że ich gatunki mogą łatwo się krzyżować, dając czasami płodne potomstwo w linii żeńskiej. Najczęściej spotykanym mieszańcem jest potomek tygrysicy i lwa, nazywany legrysem. Obecnie takie krzyżówki spotykane są jedynie w niewoli, ale nie można wykluczyć, że dawniej – kiedy zasięgi obu gatunków pokrywały się w większym stopniu – występowały również w warunkach naturalnych.
|         | lew    | tygrys | jaguar | lampart |
| lew     | lew    | legrys | leguar | lepart  |
| tygrys  | tyglew | tygrys | tyguar | tygart  |
| jaguar  | jaglew | jagrys | jaguar | jagart  |
| lampart | lamlew | lagrys | laguar | lampart |

## Interakcje z człowiekiem
Znany już z zapisów kopalnych konflikt pomiędzy przedstawicielami rodzajów Homo i Panthera istniał od początku ich współistnienia. Duże, drapieżne koty żywiły się ssakami kopytnymi i naczelnymi. Człowiekowate poruszające się wolniej od kopytnych stanowiły dla wielkich kotów alternatywne źródło mięsa, zwłaszcza dla osobników okaleczonych lub chorych – takich, które utraciły pełną sprawność łowiecką.